# سازمان امور دانشجویان
سازمان امور دانشجویان کشور سازمانی دولتی و وابسته به وزارت علوم، تحقیقات و فناوری است که وظیفه مدیریت امور دانشجویان را به عهده دارد. رئیس سازمان، معاون وزیر علوم محسوب می‌شود. دکتر سعید حبیبا، ریاست سازمان امور دانشجویان را برعهده دارد.

## تاریخچه
در پی اجرای بند «ه» ماده ۲۰ قانون برنامه پنجم توسعه جمهوری اسلامی ایران و نیز مصوبه شورای‌عالی اداری (ابلاغ در اسفندماه ۱۳۸۹)، سازمان امور دانشجویان کشور در سال ۱۳۹۰ با ادغام صندوق رفاه دانشجویی، معاونت دانشجویی وزارت علوم، تحقیقات و فناوری، فدراسیون ورزشی دانشجویان و پژوهشگاه تربیت بدنی تشکیل شد. این سازمان به منظور تشکیل مدیریت واحد در اداره امور دانشجویی کشور ایجاد شده است.

## مراکز تابعه
- صندوق رفاه دانشجویان
- فدراسیون ملی ورزش‌های دانشگاهی
- پژوهشگاه تربیت بدنی و علوم ورزشی

## رؤسای سازمان
- محمد رجائیان (؟ تا ۱۳۵۹)[۴]
- محمود ملاباشی (۱۳۹۰ تا ۱۳۹۲)[۵]
- مجتبی صدیقی (۱۳۹۲ تا ۱۴۰۰)[۶]
- غلامرضا غفاری (۱۴۰۰) (سرپرست)[۷]
- هاشم داداش‌پور (۱۴۰۰ تا 1403)[۸]
- سعید حبیبا (۱۴۰۳ تا اکنون)[۹]